# Tetrakis(hydroksymetylo)glikoluryl
Tetrakis(hydroksymetylo)glikoluryl – organiczny związek chemiczny z grupy imidazolidynonów, pochodna glikolurylu.
Otrzymywany jest w reakcji glikolurylu z formaldehydem, przy czym niewłaściwy odczyn środowiska reakcji może prowadzić do powstawania produktów z mniejszą liczbą grup hydroksymetylowych, produktów samokodensacji bądź usuwania już przyłączonych grup hydroksymetylowych.
Wykorzystywany jest w środkach biobójczych dodawanych np. do farb w puszkach. W silnie zakwaszonym środowisku reaguje z alkoholami tworząc pochodne tetrakis(alkoksymetylowe), np. tetrakis(metoksymetylo)glikouryl. Są one stosowane do wytwarzania żywic glikolurylowo-formaldehydowych odznaczających się po usieciowaniu większą elastycznością od żywic melaminowo-formaldehydowych.